# Acipenser
Acipenser ist eine Fischgattung aus der Familie der Störe (Acipenseridae). Die Gattung umfasste bis 2025 die Mehrzahl aller Störarten, nach einer umfassenden Revision der Familie gehören aber nur noch zwei oder drei Arten zu Acipenser, der Europäische Stör (Acipenser sturio), der an der europäischen Atlantikküste, im Mittelmeer und im Schwarzen Meer vorkommt und der Atlantische Stör (Acipenser oxyrinchus), der an der nordamerikanischen Atlantikküste lebt. Einige Wissenschaftler betrachten den Golfstör (Acipenser desotoi) im Golf von Mexiko als eigenständige Art, andere sehen in ihm eine Population bzw. Unterart des Atlantischen Störs.

## Merkmale
Die heutige Zusammensetzung der Gattung Acipenser beruht auf DNA-Analysen und es sind keine Synapomorphien bekannt, die zu einer morphologischen Diagnose der Gattung geeignet sind.

## Systematik
Die wissenschaftliche Bezeichnung Acipenser für die Gattung der Störe wurde schon 1758 durch den schwedischen Naturforscher Carl von Linné mit der Erstbeschreibung des Europäischen Störs eingeführt. In den folgenden etwa 150 Jahren wurden zahlreiche weitere Störarten beschrieben und der Gattung zugeordnet, zuletzt der Persische Stör (Acipenser persicus) durch den russisch/amerikanischen Ichthyologen Nikolai Andreyevich Borodin im Jahre 1897. Anfang 2025 gehörten 17 Arten zur Gattung  Acipenser. Sie war in dieser Zusammensetzung jedoch nicht monophyletisch und sowohl die damals aus zwei besonders großwüchsigen Arten bestehende Gattung Huso, als auch die Schaufelstöre der Gattungen Pseudoscaphirhynchus und Scaphirhynchus fanden sich in verschiedenen phylogenetischen Studie innerhalb der Gattung Acipenser bzw. zahlreiche Acipenser-Arten sind näher mit einer der vier anderen Gattungen verwandt, als mit Acipenser sturio, der Typusart der Gattung. Um eine moderne, nur aus monophyletischen Gattungen gestehenden Taxonomie zu erreichen, wurden in einer im April 2025 veröffentlichten Studie zahlreiche Acipenser-Arten in die Gattung Huso, sowie in die revalidierte Gattung Sinosturio verschoben, so das nur drei Arten bei Acipenser verblieben. Acipenser ist die basale Schwestergruppe einer von allen vier übrigen Störgattungen gebildeten Klade.

## Arten
Zur Gattung Acipenser gehören heute nur noch zwei allgemein anerkannte Arten:
| Gattung Acipenser Linnaeus, 1758 |                                     |                                                          |                                                  |                        |                                          |
| Deutscher Name                   | Wissenschaftlicher Name             | Verbreitung                                              | Gefährdungsstufe Rote Liste der IUCN             | Anmerkungen            | Bild                                     |
| Atlantischer Stör                | Acipenser oxyrinchus Mitchell, 1815 | Nordamerikanische Atlantikküste                          | (Vulnerable – gefährdet)                         | bis 3 Meter Länge      | Atlantischer Stör (Acipenser oxyrinchus) |
| Europäischer Stör                | Acipenser sturio Linnaeus, 1758     | Europäische Atlantikküste, Mittelmeer und Schwarzes Meer | (Critically Endangered – vom Aussterben bedroht) | bis über 3 Meter Länge | Europäischer Stör (Acipenser sturio)     |